# Новенькое (Немецкий национальный район)
Новенькое — упразднённое село в Немецком национальном районе Алтайского края. Ликвидировано в 1997 году.

## География
Село располагалось в 8 км к северо-востоку от села Дегтярка.

## История
Основано в 1907 году, немцами переселенцами из Причерноморья. До 1917 года лютеранское село Ново-Романовской волости Барнаульского уезда Томской губернии. В 1931 г. организован колхоз им. Сталина. С 1950 г. отделение колхоза «Москва».

## Население[2]
| год     | 1911 | 1926 | 1980 | 1987 |
| ------- | ---- | ---- | ---- | ---- |
| человек | 258  | 326  | 228  | 110  |